# Zhanglaobu
Zhanglaobu (kinesiska: 张老埠, 张老埠乡) är en socken i Kina. Den ligger i provinsen Henan, i den centrala delen av landet, omkring 360 kilometer sydost om provinshuvudstaden Zhengzhou. Antalet invånare år 2010 var 16 826. varav 8 196 kvinnor och 8 630 män. Barn under 15 år utgjorde 26,0 procent, vuxna 15–64 år 55 procent, och äldre över 65 år 17,0 procent.
Genomsnittlig årsnederbörd är 1 451 millimeter. Den regnigaste månaden är juli, med i genomsnitt 275 mm nederbörd, och den torraste är januari, med 33 mm nederbörd.